# 新川 (三鷹市)
新川（しんかわ）は、東京都三鷹市の町名。現行行政地名は新川一丁目から六丁目。住居表示実施済み区域である。郵便番号は181-0004。

## 地理
三鷹市の南東部に位置する。町内の大半は住宅地と生産緑地地区として利用されるが、北部には多摩地域の拠点病院の一つである杏林大学医学部付属病院や、海上技術安全研究所のような公共機関も所在する。
南から時計回りに、中原、北野、牟礼、下連雀、野崎、調布市深大寺東町と接している。

### 河川
- 仙川

## 歴史

### 地名の由来
野川村と上仙川村が合併した際の村名「新川村」による。

### 地価
住宅地の地価は、2025年（令和7年）1月1日の公示地価によれば、新川6-23-25の地点で44万1000円/m2となっている。

## 世帯数と人口
2025年（令和7年）1月1日現在の世帯数と人口は以下の通りである。
| 丁目       | 世帯数    | 人口     |
| ---------- | --------- | -------- |
| 新川一丁目 | 1,040世帯 | 2,136人  |
| 新川二丁目 | 757世帯   | 1,531人  |
| 新川三丁目 | 1,161世帯 | 2,226人  |
| 新川四丁目 | 1,696世帯 | 3,285人  |
| 新川五丁目 | 1,376世帯 | 2,522人  |
| 新川六丁目 | 2,532世帯 | 4,249人  |
| 計         | 8,562世帯 | 15,949人 |

## 小・中学校の学区
市立小・中学校に通う場合、学区は以下の通りとなる
| 丁目       | 番地                                                  | 小学校             | 中学校             |
| ---------- | ----------------------------------------------------- | ------------------ | ------------------ |
| 新川一丁目 | 全域                                                  | 三鷹市立中原小学校 | 三鷹市立第五中学校 |
| 新川二丁目 | 全域                                                  | 三鷹市立第一小学校 | 三鷹市立第六中学校 |
| 新川三丁目 | 全域                                                  | 三鷹市立第一小学校 | 三鷹市立第六中学校 |
| 新川四丁目 | 18～24番 25番新川・島屋敷通り団地1～4・8～10号棟      | 三鷹市立第一小学校 | 三鷹市立第六中学校 |
| 新川四丁目 | その他                                                | 三鷹市立中原小学校 | 三鷹市立第五中学校 |
| 新川五丁目 | 6番新川・島屋敷通り団地18～20号棟 7～16番             | 三鷹市立中原小学校 | 三鷹市立第五中学校 |
| 新川五丁目 | その他                                                | 三鷹市立第一小学校 | 三鷹市立第六中学校 |
| 新川六丁目 | 1～21番 23～27番 29番1～8号 29番22～24号 38番21～24号 | 三鷹市立第一小学校 | 三鷹市立第六中学校 |
| 新川六丁目 | 35番16～28号 36番 37番1～25号                         | 三鷹市立南浦小学校 | 三鷹市立第一中学校 |
| 新川六丁目 | その他                                                | 三鷹市立第六小学校 | 三鷹市立第一中学校 |

## 交通

### 鉄道
町域内に鉄道駅はない。最寄りの鉄道駅は三鷹台駅または仙川駅となるが、バス移動の利便性等から、吉祥寺駅または三鷹駅が最も多く利用される。
| バス移動により利用可能 |
| --- |
| 京王線 - 千歳烏山駅(KO 12) - 仙川駅(KO 13) - 調布駅(KO 18) JR中央線 西武多摩川線 - 武蔵境駅(JC 13)(SW 01) JR中央線 JR中央・総武線各駅停車 - 三鷹駅(JC 12)(JB 01) JR中央線 JR中央・総武線各駅停車 京王井の頭線 - 吉祥寺駅(JC 11)(JB 02)(IN 17) |

### バス
中央自動車道の高速バス専用停留所として、三鷹バスストップ（中央道三鷹）が設置されており、中央高速バスを始めとした東京～長野県方面を結ぶ高速バスが停車する。
この他、小田急バスにより周辺の各鉄道駅を結ぶ一般路線バスが運行されている。以下、町域内のバス停のみ記載。一部の運行本数が少ない系統は記載しない。
- 吉03・鷹54

（吉祥寺駅・三鷹駅方面） - ※ - 三鷹中等教育学校 - 杏林大学病院前 - アジア・アフリカ語学院前（団地西口）- 新川団地中央 - 団地南口 - 中原小学校 - コミュニティセンター西 - コミュニティセンター入口 - 中原一丁目 -（仙川方面）
- 吉04・鷹55

（吉祥寺駅・三鷹駅方面）- ※ - 南新川 - 杏林大学病院入口 - 丸池公園入口 - アジア・アフリカ語学院前（団地西口） - 中原三丁目 - 消防大学前 -（野ヶ谷・深大寺方面）
- 鷹61・鷹62

（三鷹駅～中原三丁目は鷹55と同経路） - （晃華学園東「meedo」・調布駅方面）
- 吉01・吉07

（武蔵境駅・三鷹駅方面）- 三鷹農協前 - 新川通り - 新川 - （吉祥寺駅方面）
- 吉02: 吉祥寺駅と千歳烏山駅を、吉祥寺通り・烏山通りなどを経由して結ぶ路線。

（吉祥寺駅方面） - 新川 - 三鷹第一小学校前 - 新川宿 -（千歳烏山駅方面）
- 仙01

（三鷹台駅方面）- 六中前 - 三鷹新川浄水所 - 北野公園 - 新川谷端児童公園入口 - 新川天神山青少年広場 - 第五中学校 - コミュニティセンター入口 - 中原一丁目 -（仙川駅方面）
- みたかシティバス 三鷹台ルート

（三鷹台駅方面）→ 三鷹第一小学校 → 南新川 → 杏林大学病院入口 → 杏林大学病院 → 三鷹中等教育学校 → 海上技研前 → 三鷹中央防災公園・元気創造プラザ → 三鷹農協前 → 新川通り → 三鷹第一小学校 →（三鷹台駅方面）
- みたかシティバス 北野ルート

（三鷹駅方面） → 三鷹中央防災公園・元気創造プラザ → 三鷹農協前 → 新川通り → 三鷹第一小学校 → 六中前 → 三鷹新川浄水所 → 北野公園 → 新川二丁目 → （北野方面）
- みたかシティバス 新川・中原ルート

三鷹中央防災公園・元気創造プラザ → 三鷹農協前 → 三鷹中等教育学校 → 杏林大学病院 → 杏林大学病院入口 →南新川 → 新川交番東 → 新川本町 → 新川団地中央 → 団地南口 →（つつじヶ丘駅方面）

### 道路

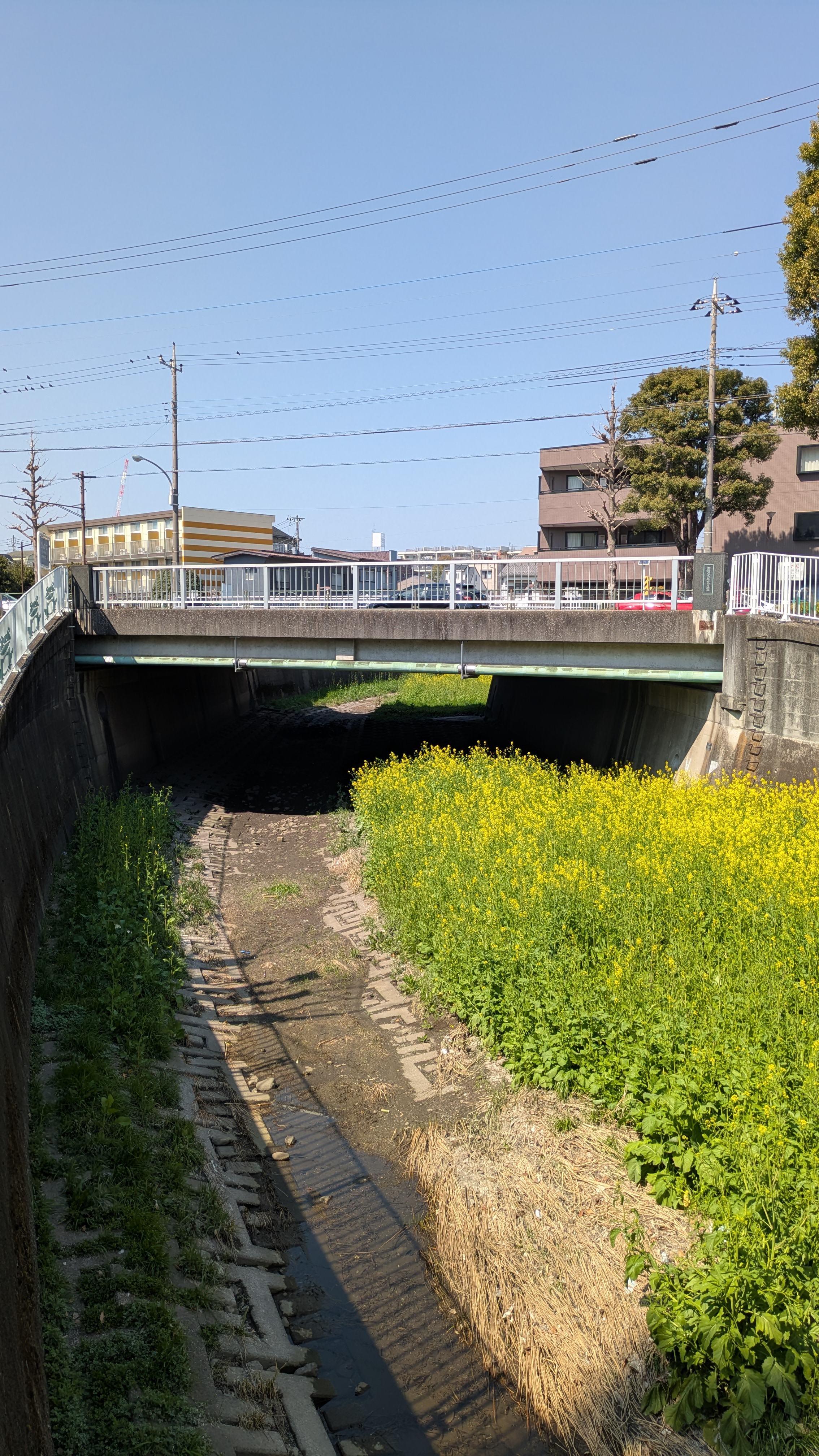
東八道路と交差する新川大橋（三鷹市新川）

- 東八道路
- 東京都道114号武蔵野狛江線
- 東京都道117号世田谷三鷹線
- 天神山通り
- 島屋敷通り
- 中央自動車道

## 施設

### 新川一丁目
- 三鷹市役所東部下水処理場
- 三鷹市環境センター
- 三鷹市立第五中学校

### 新川二丁目
- 三鷹市立第六中学校

### 新川三丁目
- 新川丸池公園
- 丸池の里
- 勝淵神社

### 新川四丁目
- 新川島屋敷団地
- 三鷹バスストップ

### 新川五丁目
- 新川島屋敷団地
- アジア・アフリカ語学院

### 新川六丁目
- 東京都立三鷹中等教育学校
- 杏林大学医学部付属病院
- 東京大学三鷹国際学生宿舎
- 海上技術安全研究所
- 電子航法研究所
- 消防大学校
- 仙川公園